# Kanton Écos
Écos is een voormalig kanton van het Franse departement Eure. Het kanton maakte deel uit van het arrondissement Les Andelys. Het werd opgeheven bij decreet van 25 februari 2014, met uitwerking op 22 maart 2015. De gemeenten werden toegevoegd aan het kanton Les Andelys, behalve de gemeenten Gasny, Giverny en Sainte-Geneviève-lès-Gasny die werden opgenomen in het kanton Vernon.

## Gemeenten
Het kanton Écos omvatte de volgende gemeenten:
- Berthenonville
- Bois-Jérôme-Saint-Ouen
- Bus-Saint-Rémy
- Cahaignes
- Cantiers
- Château-sur-Epte
- Civières
- Dampsmesnil
- Écos (hoofdplaats)
- Fontenay
- Forêt-la-Folie
- Fourges
- Fours-en-Vexin
- Gasny
- Giverny
- Guitry
- Heubécourt-Haricourt
- Mézières-en-Vexin
- Panilleuse
- Pressagny-l'Orgueilleux
- Sainte-Geneviève-lès-Gasny
- Tilly
- Tourny